# Eleccions regionals italianes de 2000
Les eleccions per a renovar els Consells regionals de les Regions d'Itàlia se celebraren el 16 d'abril de 2000.

## Resultats
| Regió          | Candidats                     | Candidats                        | Candidats                      | Candidats                                                                               | President sortint           |
| Regió          | L'Ulivo                       | Casa de les Llibertats           | Llista Bonino                  | Altres                                                                                  | President sortint           |
| -------------- | ----------------------------- | -------------------------------- | ------------------------------ | --------------------------------------------------------------------------------------- | --------------------------- |
| Abruços        | Antonio Falconio (48,8%)      | Giovanni Pace (49,3%)            | Luigino Del Gatto (1,2%)       | Paolo Vecchioli (Fronte nazionale) (0,7%)                                               | Antonio Falconio (Ulivo)    |
| Basilicata     | Filippo Bubbico (63,1%)       | Nicola Giovanni Pagliuca (35,1%) | Maurizio Bolognetti (0,8%)     | Bonaventura Postiglione (Nuovo progetto) (1,0%)                                         | Raffaele Dinardo (Ulivo)    |
| Calàbria       | Nuccio Fava (48,7%)           | Giuseppe Chiaravalloti (49,8%)   | Antonio Marzano (0,8%)         | Francesco Corbelli (Diritti civili) (1,0%)                                              | Luigi Meduri (Ulivo)¹       |
| Campània       | Antonio Bassolino (54,2%)     | Antonio Rastrelli (44,2%)        | Marco Pannella (0,9%)          | Vittorio Granillo (Cobas per l'Autorganizzazione) (0,2%)                                | Andrea Losco (Ulivo)²       |
| Emília-Romanya | Vasco Errani (56,5%)          | Gabriele Canè (40,3%)            | Sergio Stanzani (2,8%)         | Carlo Rasmi (Azione popolare) (0,2%)                                                    | Vasco Errani (Ulivo)        |
| Laci           | Piero Badaloni (46,0%)        | Francesco Storace (51,3%)        | Rita Bernardini (2,2%)         | Marina Larena (Partito Umanista) (2,3%) Severino Antinori (Autonomia lib.) (2,3%)       | Piero Badaloni (Ulivo)      |
| Ligúria        | Giancarlo Mori (46,0%)        | Sandro Biasotti (50,8%)          | Mario Tarantino (2,8%)         | Irene Menghini (Partito Umanista) (0,6%)                                                | Giancarlo Mori (Ulivo)      |
| Llombardia     | Mino Martinazzoli (31,5%)     | Roberto Formigoni (62,4%)        | Benedetto Della Vedova (3,3%)  | Nerio Nesi (Comunisti Italiani) (2,0%) Giorgio Carlo Schultze (Partito Umanista) (2,0%) | Roberto Formigoni (CdL)     |
| Marques        | Vito D'Ambrosio (49,9%)       | Maurizio Bertucci (44,2%)        | Marcello Crivellini (2,4%)     | Luciana Sbarbati (PRI) (2,2%) Enrico Buoncompagni (Viva le Marche) (1,3%)               | Vito D'Ambrosio (Ulivo)     |
| Molise         | Giovanni Di Stasi (49,0%)     | Michele Iorio (48,7%)            | Donato de Renzis (1,1%)        | Saturnino Carrozzelli (Mov.Soc.Tric.) (1,3%)                                            | Marcello Veneziale (Ulivo)3 |
| Piemont        | Livia Turco (39,5%)           | Enzo Ghigo (51,9%)               | Emma Bonino (5,7%)             | Francesca Calvo (Verdi-Verdi-Ape) (2,6%) Antonio Tevere (Partito Umanista) (0,4%)       | Enzo Ghigo (CdL)            |
| Pulla          | Giannicola Sinisi (43,5%)     | Raffaele Fitto (53,9%)           | Danilo Quinto (1,3%)           | Giancarlo Cito (Lega d'Az.Merid.) (1,3%)                                                | Salvatore Distaso (CdL)     |
| Toscana        | Claudio Martini (49,2%)       | Altero Matteoli (40,2%)          | Gianfranco Dell'Alba (2,5%)    | Nicolò Pecorini (Rifondazione Comunista) (7,7%) Paolo Vecchi (Partito Umanista) (0,6%)  | Vannino Chiti (Ulivo)       |
| Úmbria         | Maria Rita Lorenzetti (56,4%) | Maurizio Ronconi (39,2%)         | Elisabetta Chiacchiella (2,0%) | Fulvio Carlo Maiorca (Mov.Soc.Tric.) (2,4%)                                             | Bruno Bracalente (Ulivo)    |
| Vèneto         | Massimo Cacciari (38,2%)      | Giancarlo Galan (54,9%)          | Marco Cappato (2,5%)           | Fabrizio Comencini (Veneti d'Europa) (2,7%) Fabio Padovan (Fronte Marco Polo) (1,7%)    | Giancarlo Galan (CdL)       |

¹ A les eleccions del 1995 vencé la Casa de les Llibertats amb Giuseppe Nisticò, però el 1999 va perdre la majoria i fou elegit president Luigi Meduri, de l'Ulivo.
² A les eleccions del 1995 venç la Casa de les Llibertats amb Antonio Rastrelli, però el 1999 perdé la majoria i fou nomenat president Andrea Losco, cap de la coalició de centreesquerra.
3 A les eleccions del 1995 venç L'Ulivo amb Veneziale. En el 1998 i 1999 hi hagué breus canvis de majoria amb la presidència de Michele Iorio primer amb el centre i després amb el centredreta. Finalment, el febrer de 1999 torna al control regional el centreesquerra amb Marcello Veneziale.
Font:
- La Repubblica («Speciale Elezioni 2000».)